# Le Mans Prototype

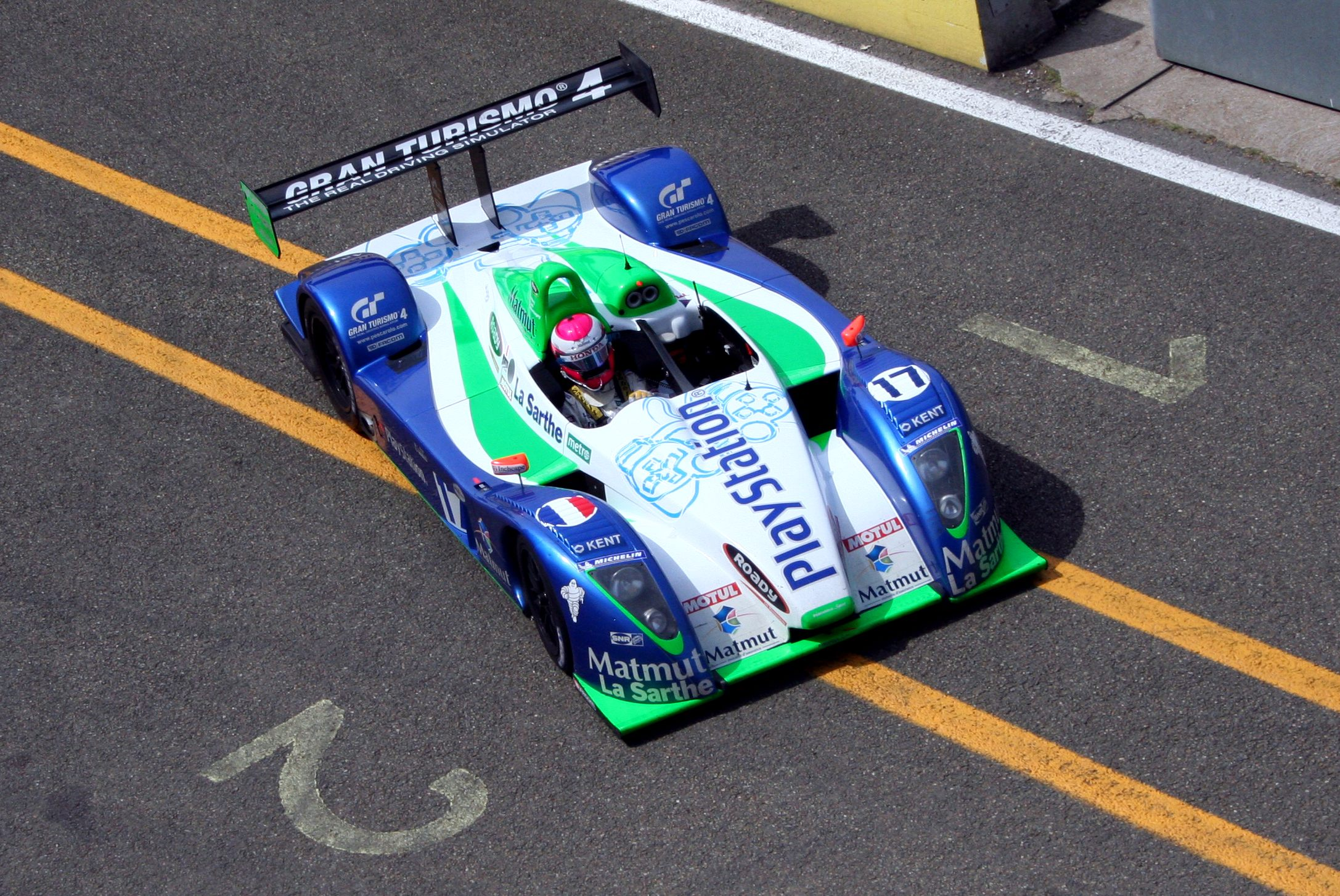
Pescarolo C60, vinnare av LMP1-klassen i Le Mans Series 2006.

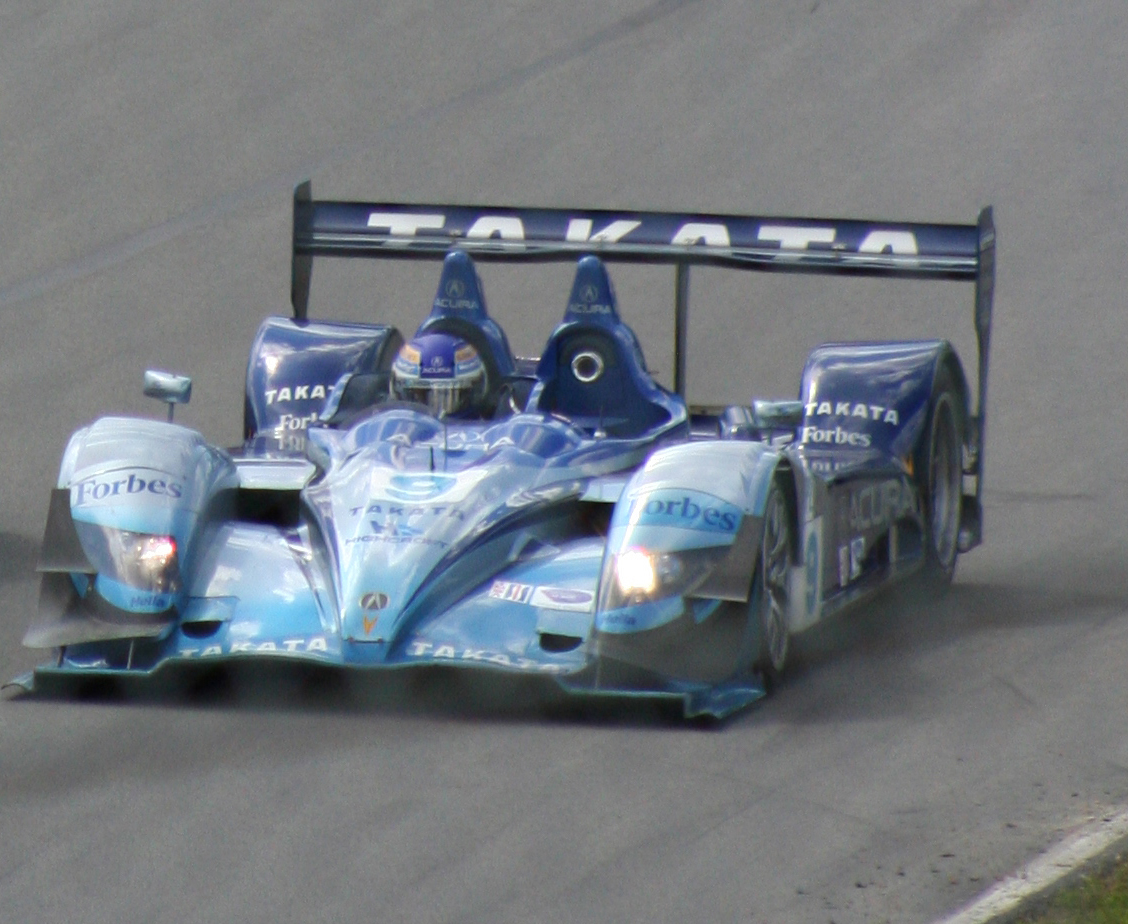
Acura ARX-01 tävlar i LMP2-klassen i American Le Mans Series.

Le Mans Prototype är en sportvagnsprototyp, en form av tävlingsbil för långdistansracing med bilar med täckta hjul och två sittplatser. Tävlingsformen regleras av Automobile Club de l'Ouest (ACO), som även arrangerar Le Mans 24-timmars. Bilarna tävlar i American Le Mans Series och i den europeiska Le Mans Series. ACO:s reglemente delar upp dagens sportvagnsprototyper i två klasser: LMP1 och LMP2. 

## LMP1
Bilar som tävlar i LMP1-klassen måste väga minst 900 kg och motorerna begränsas till 6000 cm³ för sugmotorer och 4 000 cm³ för turbomotorer. 5 500 cm³ turbodiesel-motorer är också tillåtna i LMP1. Klassen har dominerats av de dieseldrivna Audi R10 och Peugeot 908. 
Inför säsongen 2011 har ACO reviderat reglementet sedan övriga tillverkare klagat på de dieseldrivna bilarnas överlägsenhet. Motorstorlekar och toppeffekter har reducerats. Nu gäller maximalt 3 400 cm³ för sugmotorer och 2 000 cm³ för turbomotorer samt 3 700 cm³ för turbodieslar.

## LMP2
LMP2-bilar väger mycket mindre (750 kg) men får nöja sig med 3 400 cm³ V6- eller V8-sugmotorer eller 2 000 cm³ turbomotorer. Klassen dominerades av Porsche RS Spyder.
Från 2011 har LMP2-klassen blivit mer av ”budgetklass” för privatstall, med ett av ACO fastslaget maxpris för en bil utan motor på €345 000. Minimivikten blir densamma som för LMP1-bilar: 900 kg. Specialbyggda racingmotorer förbjuds och ersätts av produktionsmotorer med max 8 cylindrar och 5 000 cm³ för sugmotorer samt 6 cylindrar och 3 200 cm³ för turbomotorer.